# Pimoa rupicola
Pimoa rupicola (Simon, 1884) è un ragno appartenente alla famiglia Pimoidae.

## Distribuzione
La specie è stata rinvenuta in Francia (Costa Azzurra) ed Italia (endemico nelle Alpi Occidentali e nell'Appennino).

## Habitat
Pimoa rupicola  è presente comunemente in ambienti ipogei, quali grotte e ambienti sotterranei. La specie predilige climi di tipo mediterraneo

## Tassonomia
Al 2015 non sono note sottospecie e dal 2011 non sono stati esaminati nuovi esemplari.